# Vietnamellidae
De Vietnamellidae vormen een familie van haften (Ephemeroptera).

## Geslachten
De familie Vietnamellidae omvat slechts het volgende geslacht:
- Vietnamella Tshernova, 1972